# Il sole di domani
Il sole di domani è il tredicesimo album in studio del cantautore italiano Franco Ricciardi, pubblicato nel 2003.

## Tracce
1. Dimmi Di Sì
2. Via Lontano
3. Il Sole Di Domani
4. Sono Io Il Colpevole
5. Non C'è Amore
6. Come Va
7. Sette
8. Che Ora è
9. Non Ti Lascio Andare
10. Come Vorrei
11. Ritù